# رالي السعودية
رالي السعودية (بالإنجليزية: Rally Saudi Arabia) هو سباق رالي للسيارات في المملكة العربية السعودية. وهو أحد جولات بطولة العالم للراليات. بتنظيم من الاتحاد السعودي للسيارات والدراجات النارية، وشركة رياضة المحركات السعودية، وإشراف وزارة الرياضة، بالتعاون مع بطولة العالم للراليات (دبليو آر سي). وهو سباق يستعرض المناظر الطبيعية المتنوعة والوعرة في المملكة. ويشمل ذلك الطرقات على الصخور البركانية حتى التضاريس الرملية الصحراوية. والطرق الإسفلتية.
ومن المقرر ان يقام أول سباق ضمن بطولة العالم للراليات في سباق رالي السعودية 2025 خلال الفترة من 27 إلى 30 نوفمبر 2025.